# Cmentarz ewangelicki w Osiniaku-Piotrowie
Cmentarz ewangelicki w Osiniaku-Piotrowie – dawna protestancka nekropolia zlokalizowana w miejscowości Osiniak-Piotrowo (powiat piski, województwo warmińsko-mazurskie), położona na południowo-wschodnim krańcu wsi, na granicy lasu.
Obiekt otoczony jest drewnianym ogrodzeniem z ubytkami. Nagrobki są częściowo czytelne i dość dobrze widoczne. Wpis do wojewódzkiej ewidencji zabytków na podstawie zarządzenia Warmińsko-Mazurskiego Konserwatora Zabytków nr Z-34/2017.  Oprócz nagrobków zachowana jest metalowa brama z napisem pozbawionym części liter (pozostałe: ...IE..E SEI MI...E...H). 

## Galeria

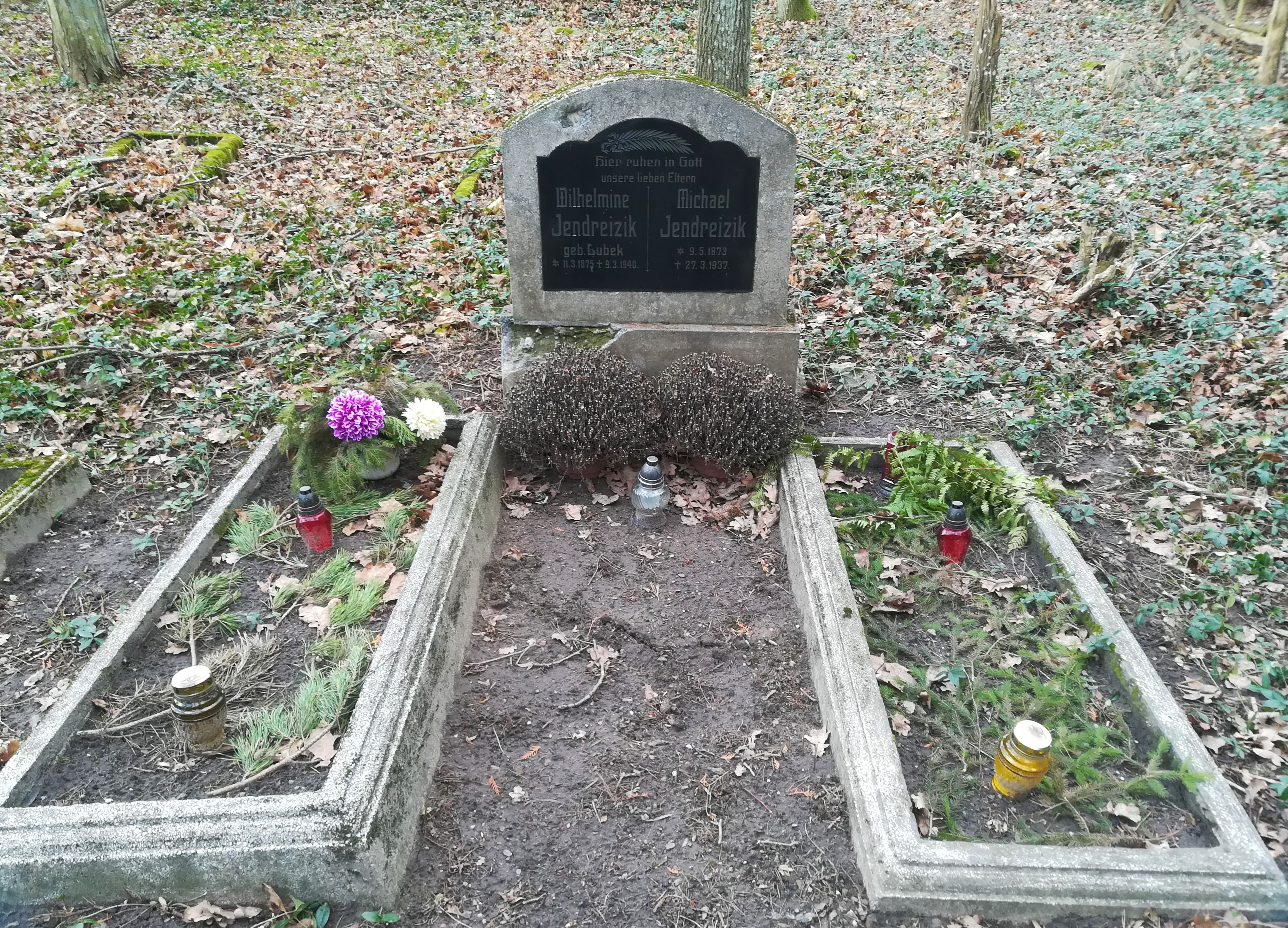
Grób rodziny Jendreizik
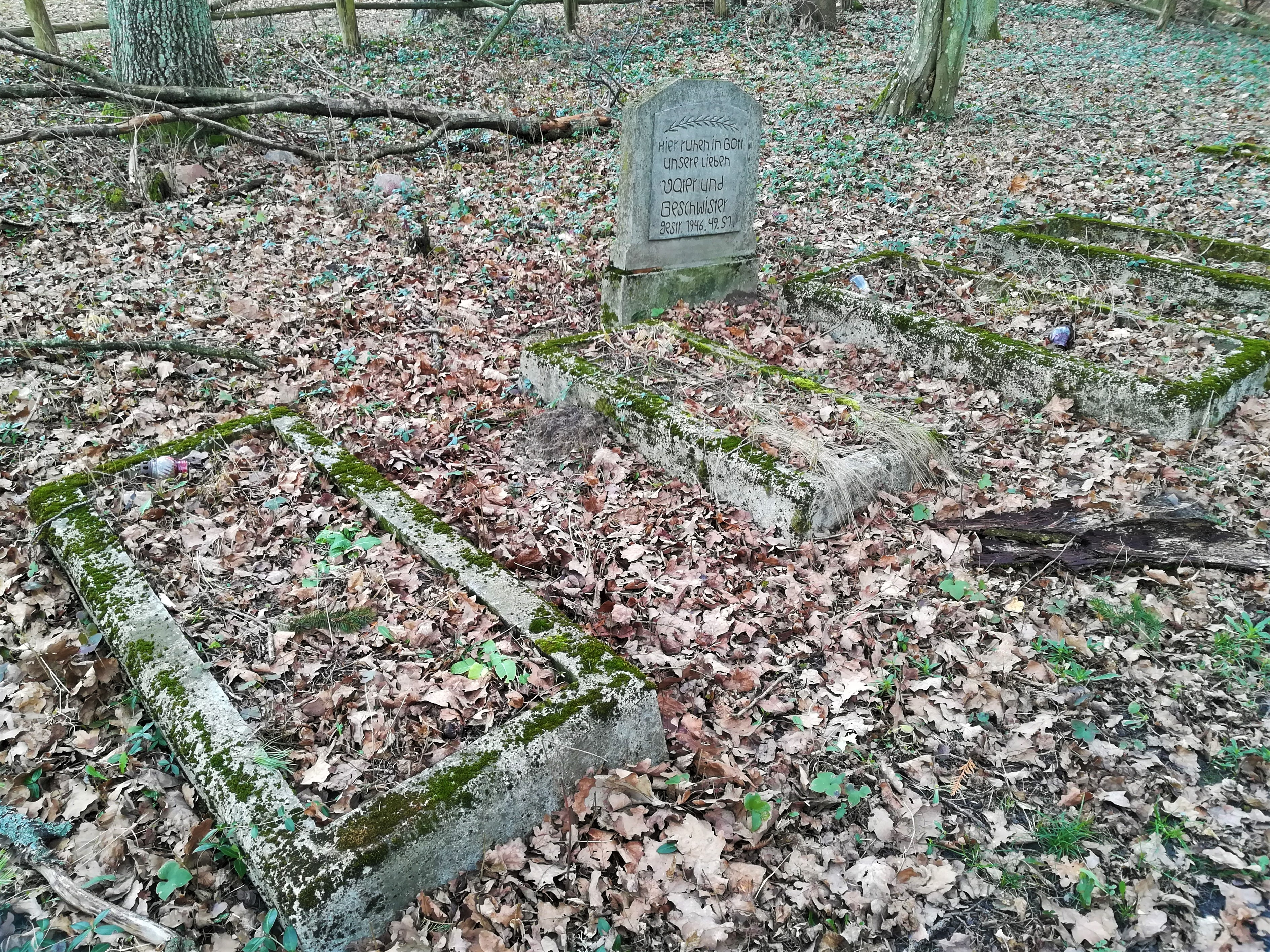
Fragment cmentarza